# Elimis
Els elimis (grec antic: Ἔλυμοι, llatí: Elymi) eren un poble de l'extrem occidental de Sicília, natius de l'illa però diferents dels sículs i sicans, segons diuen el Periple de Pseudo-Escílax i Tucídides.
L'opinió general dels grecs deia que eren d'origen troià, i l'heroi epònim Èlim, segons Tucídides va arribar a l'illa amb un grup de supervivents de la guerra de Troia i va fundar les ciutats d'Èrix i Egesta. En totes les tradicions conegudes, Èlim apareix relacionat amb Enees i Acestes. Els ancestres troians fan pensar en un possible origen pelàsgic.
Hel·lànic dona una versió totalment diferent. Diu que en realitat era un poble que vivia a Itàlia d'on va ser expulsat pels enotris i van arribar a l'illa abans que els sículs. Pseudo-Escílax també diu que eren diferents dels troians.
Sembla que van mantenir relacions amistoses i constant amb els fenicis establerts a Mòtia, Solunt i Panorm, i van col·laborar en l'expulsió d'una colònia grega de Cnidos, que després es van establir a les illes Lipari, segons Tucídides i Pausànias. No se'ls menciona a la història posterior, i les seves dues ciutats més importants, Èrix i Egesta es van hel·lenitzar i es van convertir en ciutats gregues. Anteriorment tenien una ciutat que es deia Eruka i que Dionís d'Halicarnàs anomena Elyma. Van desaparèixer en època històrica barrejats amb els grecs, sículs i sicans.